# حزب الثقة الوطنية
حزب الثقة الوطنية (بالفارسية:حزب اعتماد ملی) حزب إيراني إصلاحي يرأسه مؤسسه الاصلاحي مهدي كروبي تأسس الحزب عام 2005، شارك الحزب بانتخابات الرئاسة الإيرانية عام 2009 عن طريق رئيسه مهدي كروبي.

## وصلات خارجية
- الموقع الرسمي للحزب